# Агітатор (журнал)
«Агітатор» — журнал ЦК КП(б)У, Харків, окружкому партії та Наркомату освіти УРСР.

## Історія
Видавався з 1925 р. у Харкові двічі-тричі на місяць, спочатку російською, а з 1926 р. — українською мовою. Висвітлював питання партійного життя, соціалістичного будівництва, методики агітаційної роботи. З жовтня 1927 р. об'єднавшись з журналом «Пропагандист», називався «Агітація і пропаганда», а з 1929 р. відновив попередню назву. З березня 1932 р. виходив двома самостійними виданнями — «Агітатор для міста» і «Агітатор для села».

### Агітатор для міста
«Агітатор для міста» — журнал ЦК КП(б)У та Харківського обкому партії, який видавався двічі-тричі на місяць у Харкові з 1932 до 1934 року після реорганізації журналу «Агітатор» (продовжував його нумерацію). Він висвітлював питання соціалістичної індустріалізації, роботу партії, організацій та агітколективів промислових підприємств.

### Агітатор для села
Журнал "Агітатор для села" став офіційним виданням ЦК КП(б)У та Харківського обкому партії, який виходиво двічі-тричі на місяць у Харкові з 1932 року після реорганізації журналу "Агітатор" (продовжував його нумерацію). З 1933 по 1934 рік він мав назву "Парт-робота на селі" і зосереджувався на розкритті питань соціалістичного перетворення сільського господарства, роботі партійних організацій та агітаційних колективів в селі.